# Eriospermum roseum
Eriospermum roseum là một loài thực vật có hoa trong họ Măng tây. Loài này được Schinz mô tả khoa học đầu tiên năm 1898.